# Izakonyha
Izakonyha, 1901-ig Konyha (románul: Bogdan Vodă, korábban Cuhea, jiddisül קעכניא) falu Romániában, Máramaros megyében, a történeti Máramarosban.

## Fekvése
Máramarosszigettől 44 kilométerre délkeletre, az Iza partján fekszik.

## Nevének eredete
Korábbi román neve egy szláv kuhnja vagy kuhina ('konyha') alak átvétele. Kialakulásának magyarázatához Kiss Lajos megemlíti, hogy az ómagyarban konyhaerdő-nek nevezték azt az erdőt, amely konyhát látott el fával. Első írásos említései: Kohnya (1353), Kuhnya (1363), Kohnia (1373), Kohunya (1495). Mai, hivatalos úton keletkezett román neve Bogdán vajdára utal.

## Története
A 14. század közepén Bogdán és testvére, Juga kenéz birtokolták az Iza és a Visó völgyét a Radnai-havasoktól Rozávlyáig. Bogdán birtokközpontja Konyhán volt. Itt az Iza bal partján emelkedő dombon, a La Mănăstire határrészben a régészek korabeli kőtemplomot, udvarházat és temetőt tártak fel. Miután Bogdán 1359-ben átkelt a Kárpátokon és megalapította a független Moldvai Fejedelemséget, 1365-ben az általa Moldvából elűzött Szász vajda fiai, Balk, Drág, Dragomér és István kapták meg korábbi birtokait, Konyhát, a két Szelistyét, Jódot, a két Visót, Mojszént és Borsát.
A 15. század folyamán tulajdona viták tárgyát képezte. A Dolhai család kiterjesztette rá földesúri jogait, de kenézsége is megmaradt. 1447-ben a török elleni harcban elesett Maris György helyett Hunyadi János annak testvérére, Konyhai Simonra és unokafivérére, Ivánka fia Jánosra testálta a kenézséget. Simon ugyanakkor ígéretet kapott rá, hogy ha lemond tisztéről, megkapja a falu felét. Az egyezséget a Dolhaiak valószínűleg megszegték, mert két évre rá már perben álltak a falu kenézeivel. 1458-ban a király megerősítette Simon és rokona kenézségét azzal a feltétellel, hogy évente 25 kost adnak a huszti vár élelmezésére. 1471-ben már nemesi címet viseltek. 1500-ban a csebi Pogány család is feltűnt birtokosai között. 1514-ben Konyhai Bogdán elveszítette birtokát, mert részt vett a Dózsa György-féle parasztfelkelésben. A későbbiekben mégis családjáé, majd annak szétaprózódásával a belőle kiváló kisnemesi családoké (Deac, Mariș, Bizău, Buftea, Stanca) maradt a falu. Miután 1717-ben a tatárok felégették, 1720-ban nyolc nemesi és két jobbágyi portát számoltak össze benne.
1838-ban 851 görögkatolikus, 88 zsidó és 20 római katolikus vallású lakosa volt.
1880-ban 1315 lakosából 1264 vallotta magát román anyanyelvűnek; 1083 volt görögkatolikus és 222 zsidó vallású.
2002-ben 2560 lakosából 2552 volt román nemzetiségű; 2341 ortodox, 104 görögkatolikus és 49 adventista vallású.

## Nevezetességei

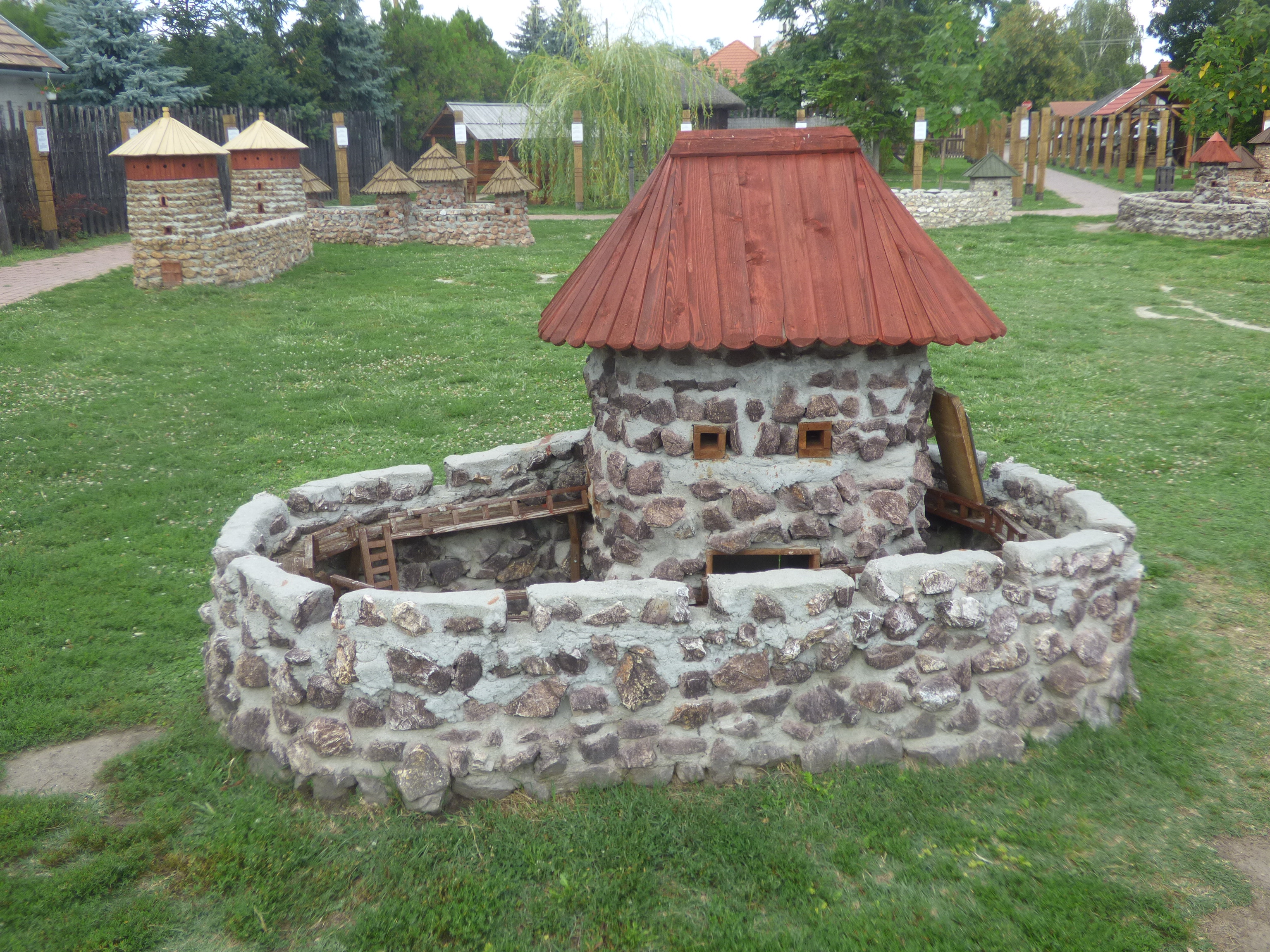
Bogdán vajda izakonyhai várának makettje a dinnyési Várparkban

- Fatemploma a hagyomány szerint a tatár támadást követő évben, 1718-ban épült. Belső festése 1754-ben készült el, Szaplonczai László költségén. Gazdag fa- és üvegikongyűjteményt őriz.
- Az Iza bal parti teraszán valószínűleg az 1330-as években épült templom alapfalai. A templomot feltehetőleg Bogdán vajda építette saját céljaira, lakott településen kívül. A templom 23 × 11,5 méteres, falvastagsága 110–120 cm. Keleti oldalához téglalap alapú harangtorony csatlakozott. Sokszög záródású apszisát két támpillér erősítette.[2]
- Vasile Deac „Moșu” egykori tanácselnök 1780-ban épült faháza (Str. Bocicoiel 413).
- Bogdán vajdának és kísérőinek szoborcsoportját, Ioan Marchiș művét 2008-ban állították fel.

## Képek

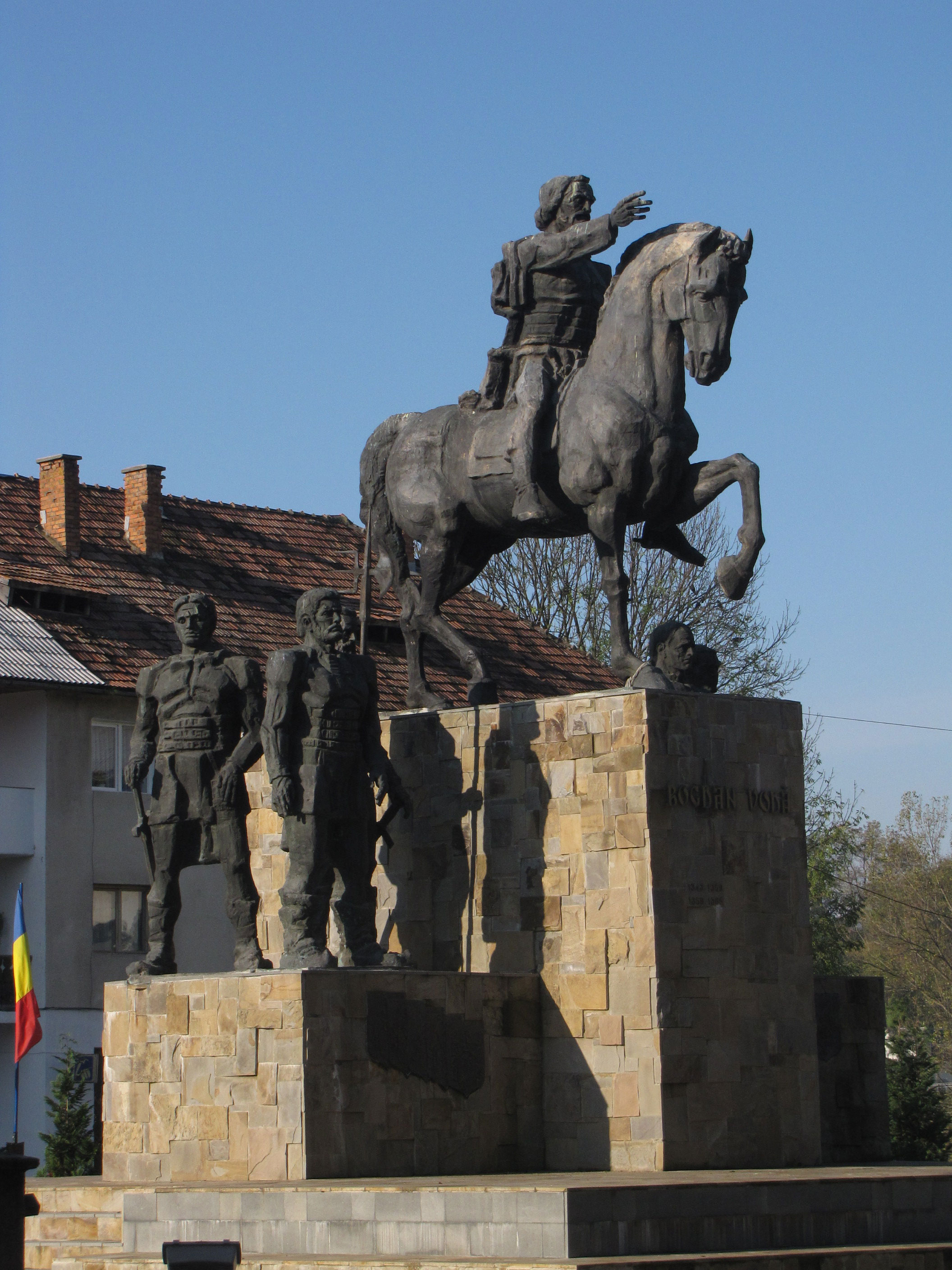
Bogdán vajda és kísérőinek szoborcsoportja a település központjában
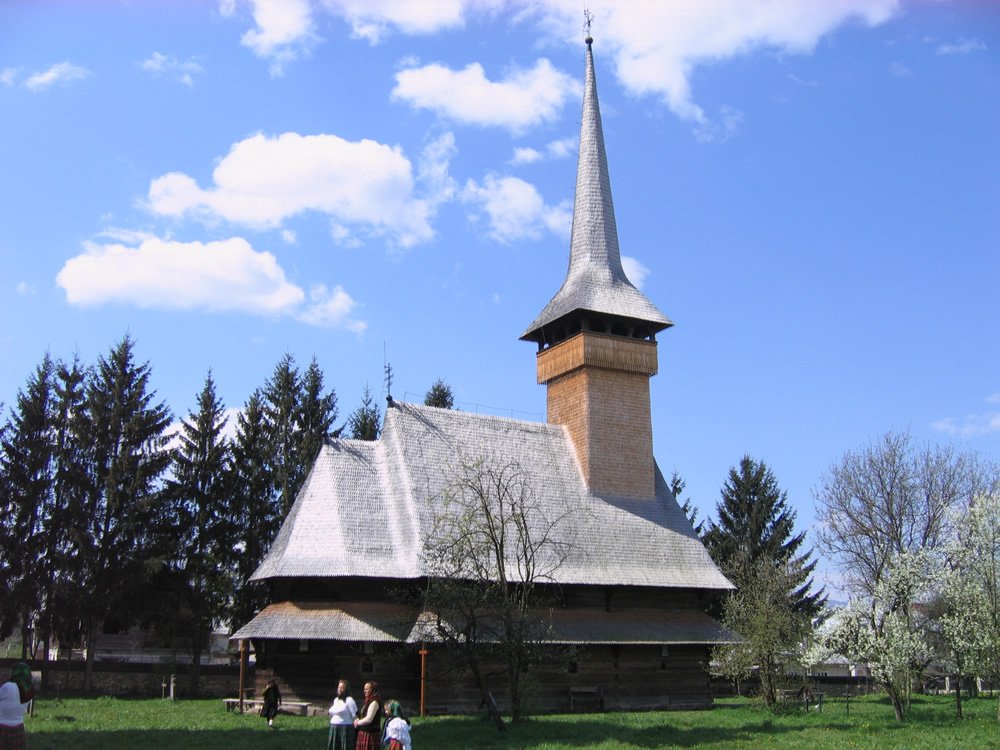
A fatemplom
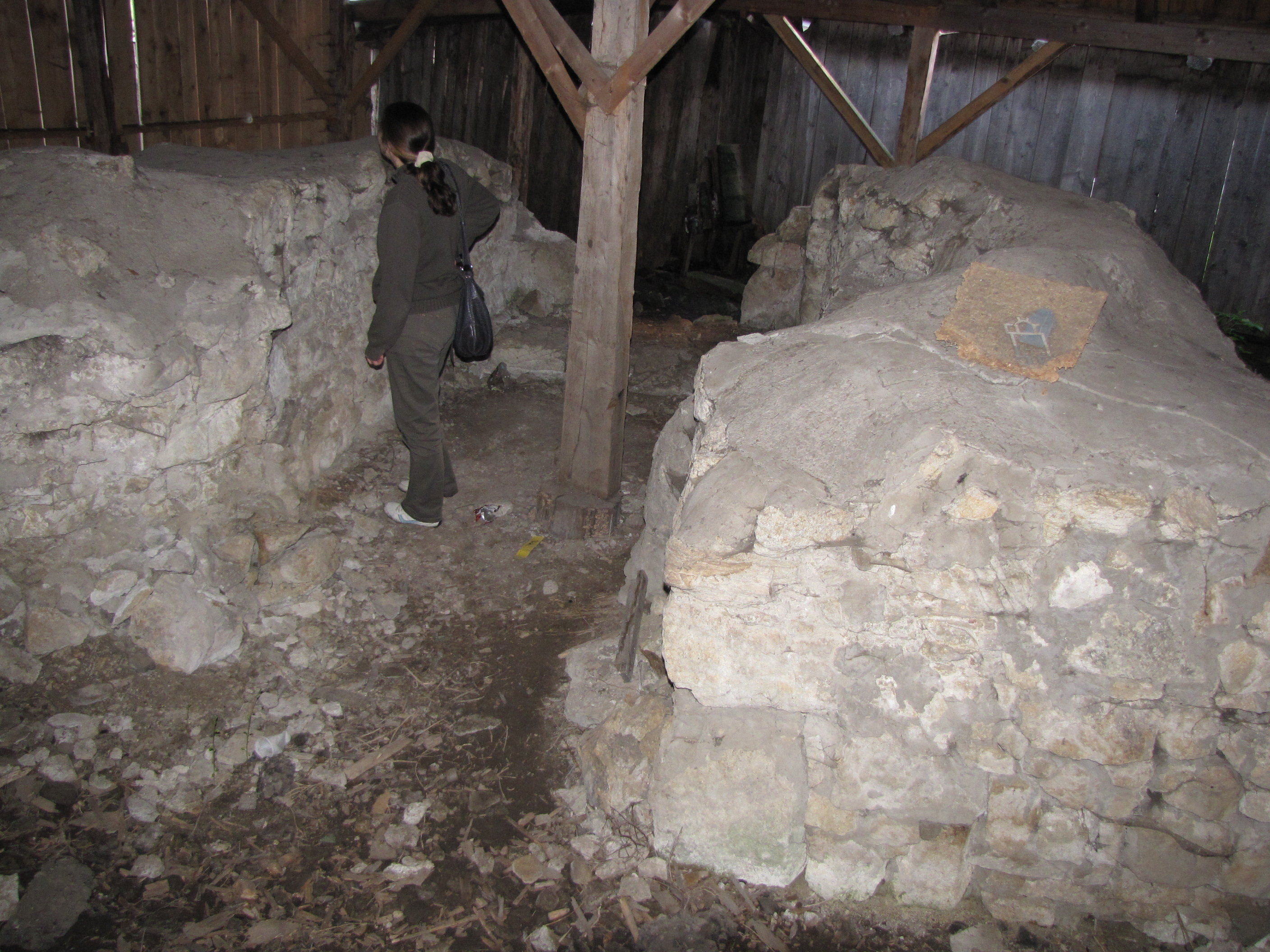
Az egykori kenézi templom romjai és alaprajza
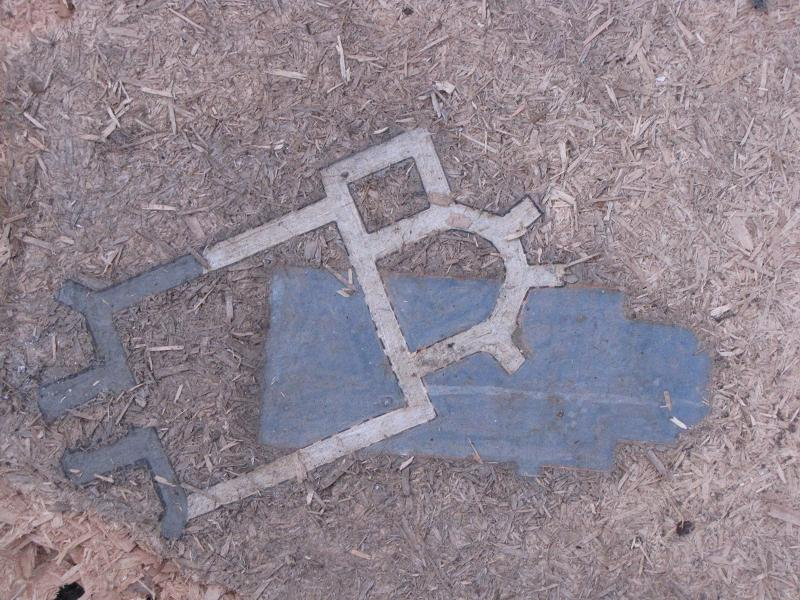
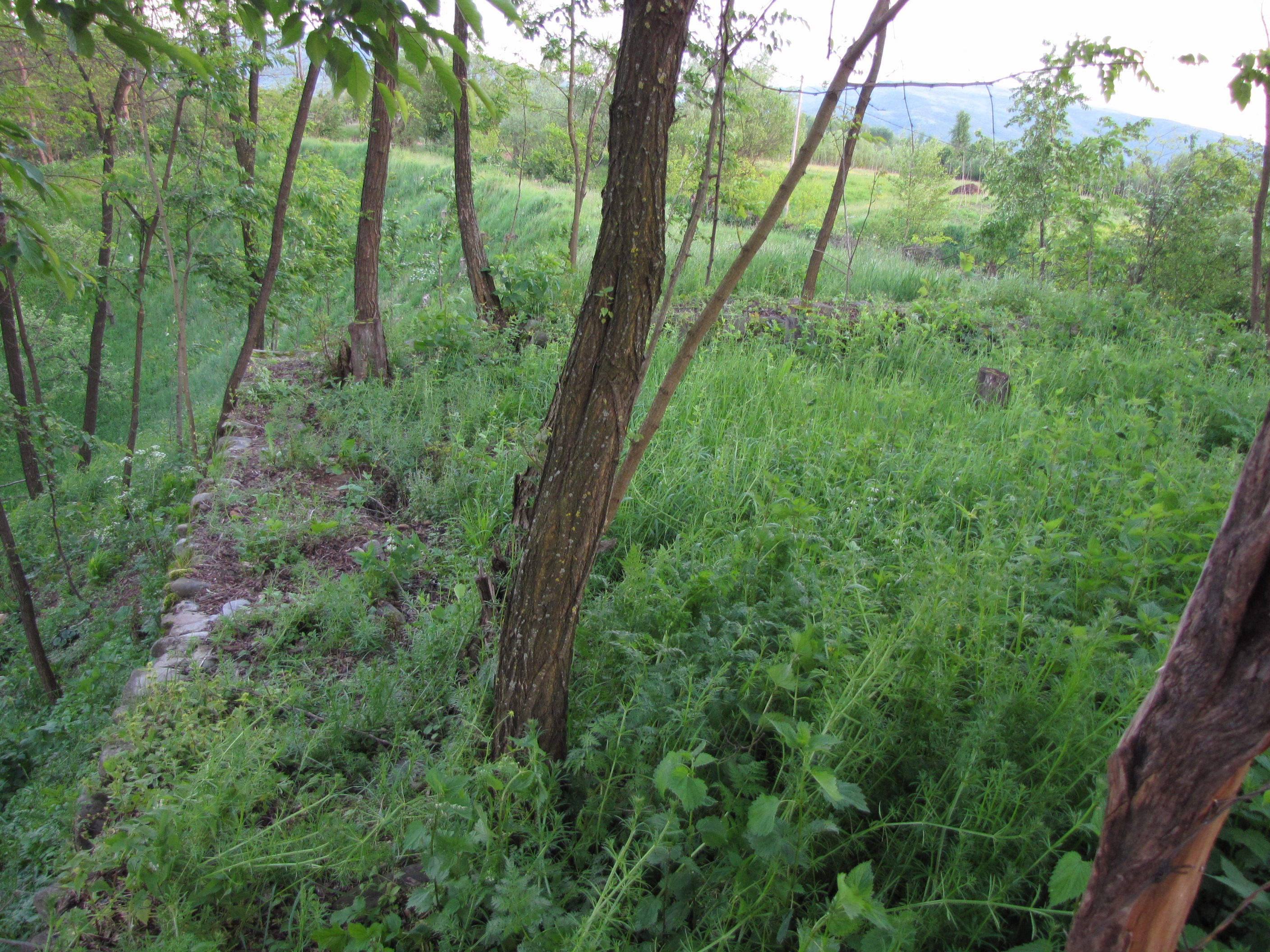
Bogdán moldvai vajda egykori birtokközpontja
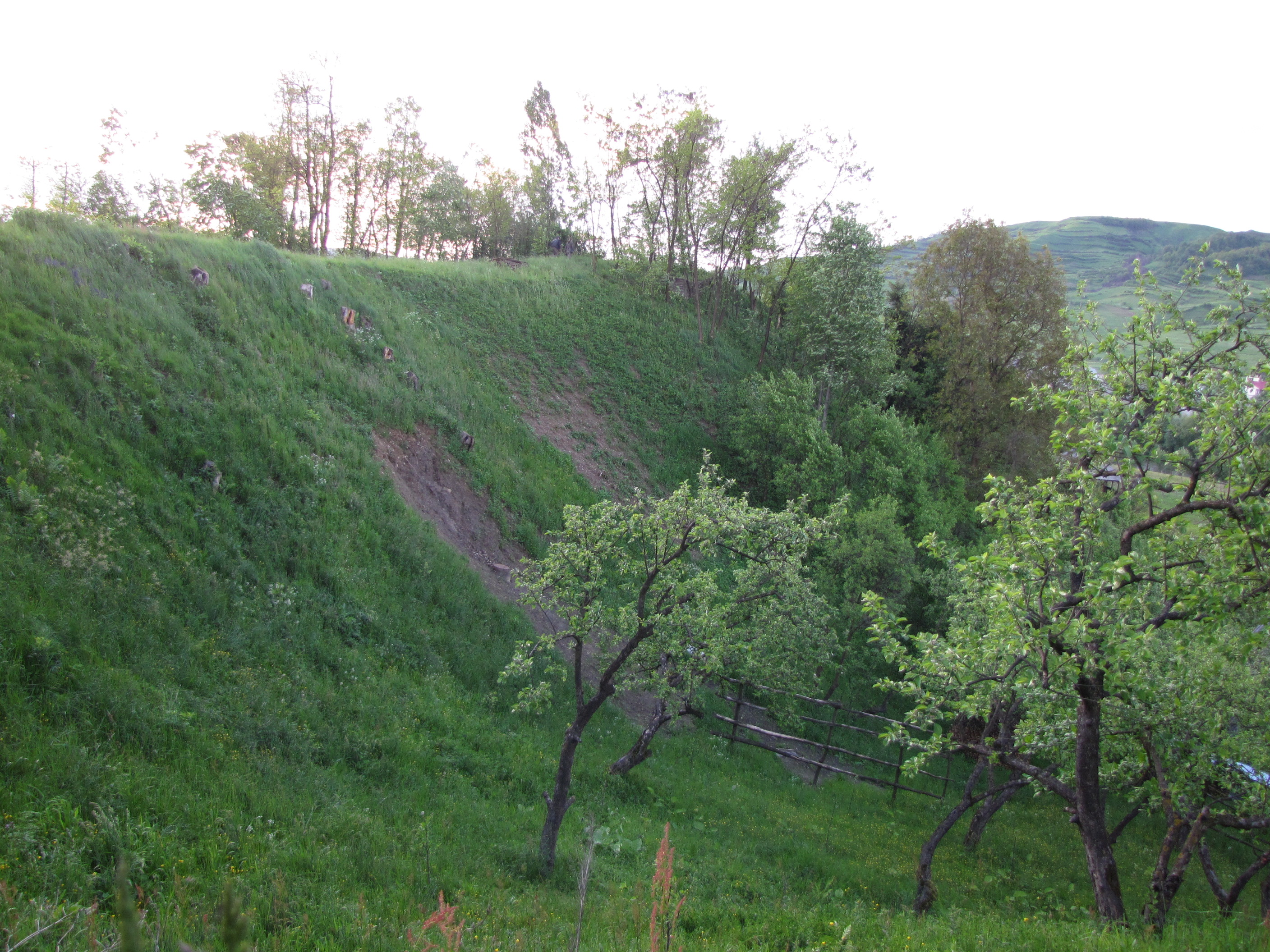
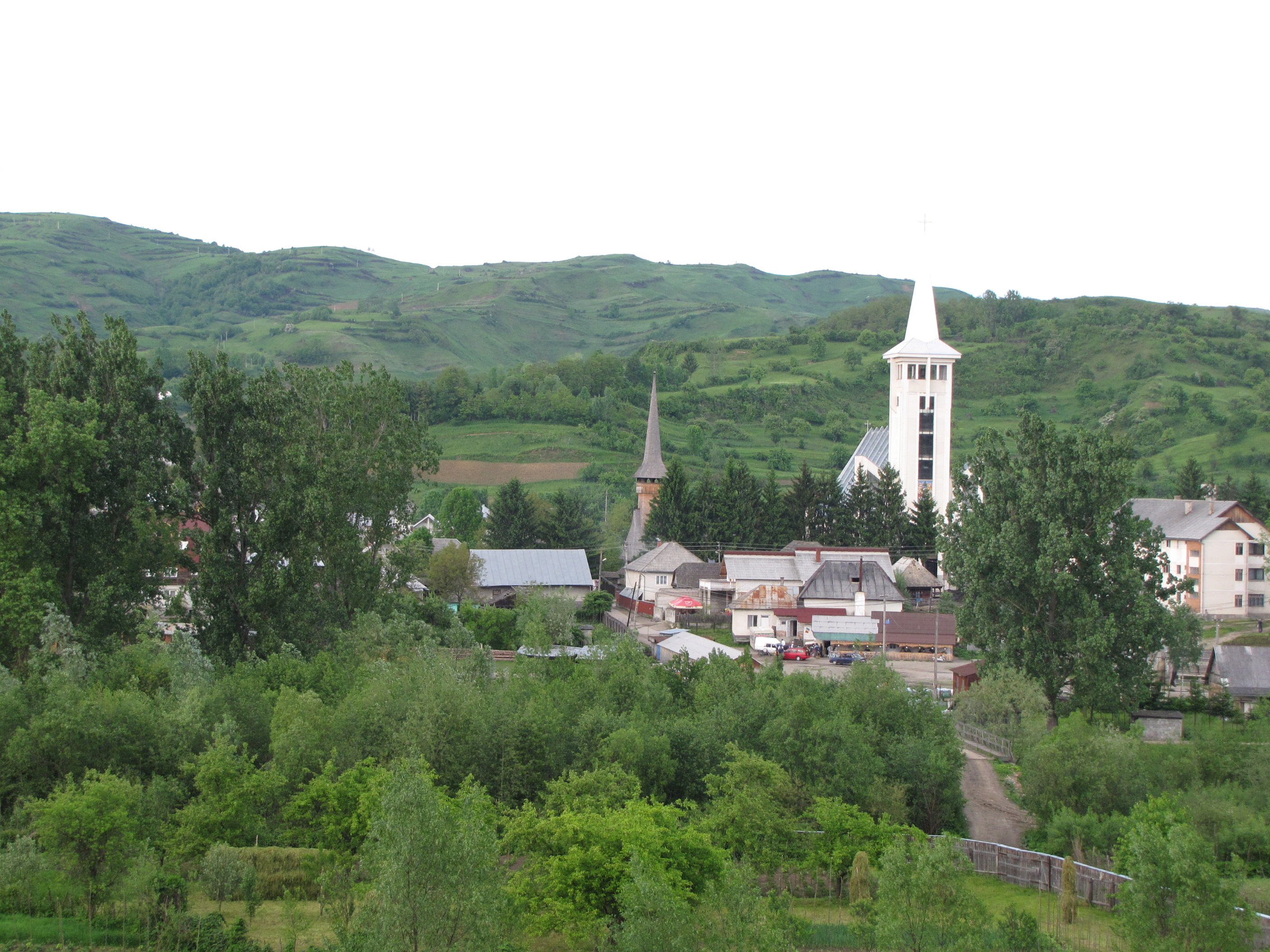
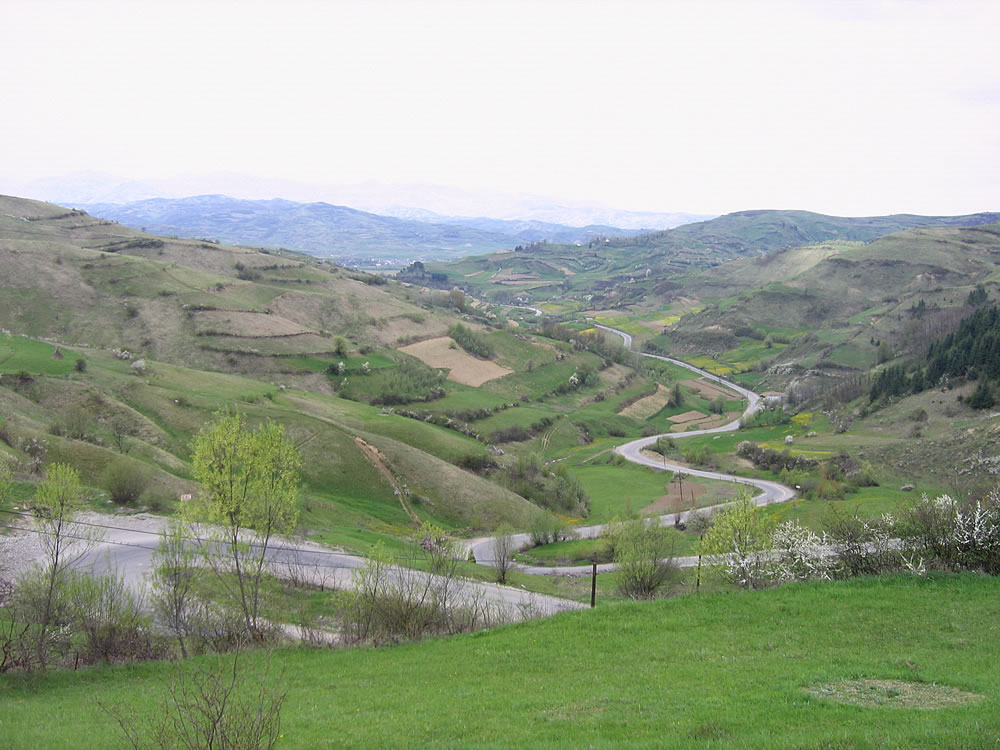
Táj Konyha és Kisbocskó között